# El Junco
L'El Junco est un réservoir d'eau douce naturel formé par le cratère d'un volcan sur les hauteurs de l'île San Cristóbal, dans l'archipel des Galápagos.

## Description
Unique en son genre aux Galápagos, El Junco ne fournit pas d'eau douce à la population. C'est une zone du Parc national des Galápagos, un refuge pour de nombreuses espèces d'oiseaux : poules d'eau, canards des Bahamas, frégates, pinsons, fauvettes, Hérons garde-bœufs. L'eau douce distribuée au village de El Progreso et à la ville de Puerto Baquerizo Moreno provient de captages sur des rivières pérennes qui s'écoulent sur le versant sud de l'île.
Une petite entreprise de potabilisation d'eau nommée El Junco Springs prétend utiliser de l'eau d'El Junco, mais en réalité elle utilise l'eau qui est acheminée en ville par les 18 km de canalisation depuis le captage de Cerro Gato. L'eau de la rivière de Cerro Gato proviendrait, selon certains locaux, d'eau infiltrée sous la lagune El Junco, mais ceci n'a pas encore été vérifié scientifiquement.
Le site est situé à deux heures de marche du village agricole d' El Progreso.